# Siegfried Mängel

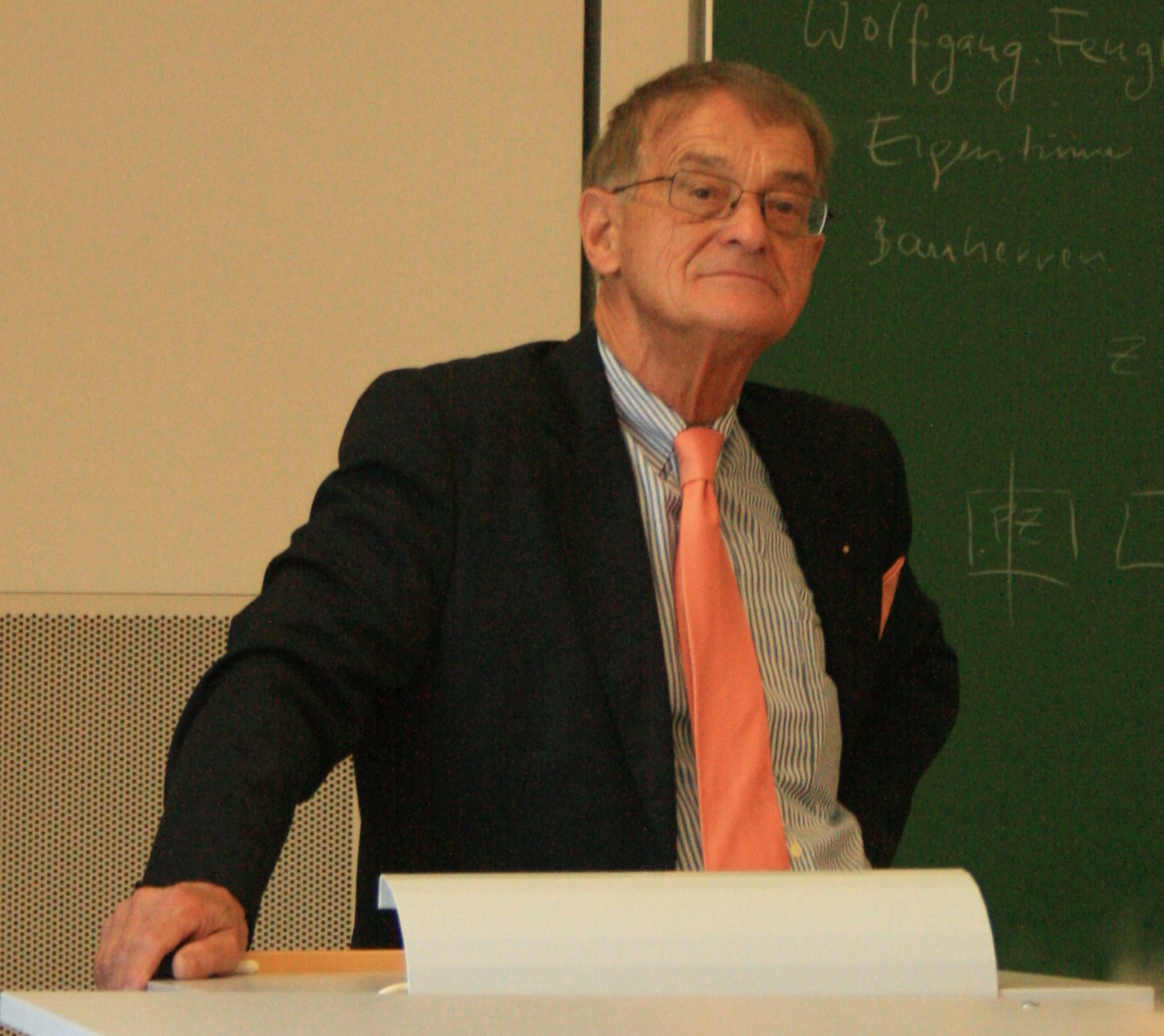
Siegfried Mängel bei einem Gastvortrag an der TU Dresden (Oktober 2012)

Siegfried Mängel (* 11. April 1937 in Penig) ist ein deutscher Bauingenieur, Hochschullehrer und Gründungsgeschäftsführer der Planungsgesellschaft Bahnbau Deutsche Einheit (PBDE).

## Leben
Mängel besuchte von 1943 bis 1951 die Volksschule Penig, von 1951 bis 1955 ferner die Oberschule Rochlitz. In den Jahren 1955 und 1956 folgte ein Ergänzungslehrgang in West-Berlin.
Mängel studierte von 1956 bis 1962 an der TH Aachen Bauingenieurwesen. 1962 und 1963 war er wissenschaftlicher Angestellter bei der Bundesanstalt für Straßenbau in Köln. An der RWTH Aachen war er 1964 wissenschaftlicher Angestellter am Institut für Bauforschung sowie, von 1965 bis 1970, wissenschaftlicher Assistent am Lehrstuhl für Baustoffkunde.
Nach dem Abschluss als Diplom-Ingenieur studierte er später berufsbegleitend von 1967 bis 1970 Wirtschaftswissenschaften. Dieses Studium schloss er als Diplom-Wirtschaftsingenieur ab. 1970 wurde er an der Philosophischen Fakultät der RWTH Aachen zum Thema Technischer Fortschritt, Wachstum und Konzentration in der deutschen Zementindustrie zum Dr. rer. pol. promoviert.
Mängel war Geschäftsführer der Readymix-Gruppe Deutschland und Generalbevollmächtigter der Hammers-Gruppe Hamburg. Anschließend war er Direktor für Bau und Montagen bei der Bayer AG.

### Hochschullehrer
Ab 1982 war Mängel Honorarprofessor an der TH Aachen. Für seine Verdienste um die Lehrtätigkeit wurde er im Januar 1989 auch formal zum Honorarprofessor der RWTH Aachen ernannt.

### Geschäftsführung der PBDE
Nach der Deutschen Einheit wurde er zum Geschäftsführer der Planungsgesellschaft Bahnbau Deutsche Einheit (PBDE) ernannt.
Im Zuge einer Reorganisation wurde die Geschäftsführung um Siegfried Mängel Anfang 1996 abberufen und die im Laufe des Jahres 1996 auslaufenden Verträge nicht mehr verlängert. Beobachter sahen ein zu hohes Arbeitstempo, das behördliche Strukturen ignorierte, ebenso als Ursache dafür an wie das Bestreben der Deutschen Bahn AG, mehr Einfluss auf die PBDE auszuüben. Zum neuen Sprecher der PBDE-Geschäftsführung wurde der DB-Konzernbeauftragte für Thüringen, Siegfried Knüpfer, ernannt.

### Weiteres Berufsleben
Nach dem Rückzug aus der PBDE betreute er in Berlin unter anderem den Bau des ARD-Hauptstadtstudios sowie Projekte am Theodor-Heuss-Platz und in Adlershof.
Um 1998 war er Abteilungsleiter Gebäudewirtschaft beim Sender Freies Berlin. Zwischen 2013 und 2023 war Mängel Juryvorsitzender des österreichischen Sicherheitsforschungsprogramms KIRIAS. Im Oktober 2023 wurde er als Juryvorsitzender verabschiedet.

### Privatleben
Mängel ist Vater zweier Kinder und dreier Enkelkinder. Er lebt in Schildgen bei Köln. 2005 begann er, besondere Augenblicke zu skizzieren und später, zu malen. 2011 eröffnete er ein Atelier in Schildgen.

## Auszeichnungen
Der Verein Deutscher Ingenieure verlieh Mängel im März 1994 die VDI-Ehrenmedaille in Gold.
Am 15. Dezember 1995 erhielt er vom Österreichischen Generalkonsul in Deutschland, Erwin Kubesch, das Große Silberne Ehrenzeichen der Republik Österreich für seine engen Kontakte zu Austria Rail Engineering.